# Alpha Baldé
Alpha Baldé (ur. 25 lutego 1973) – seszelski piłkarz grający na pozycji napastnika. W swojej karierze rozegrał 18 meczów i strzelił 6 goli w reprezentacji Seszeli.

## Kariera klubowa
Swoją karierę piłkarską Baldé rozpoczął w klubie St Louis FC. W 1993 roku zadebiutował w nim w pierwszej lidze seszelskiej. W 1994 roku wywalczył z nim mistrzostwo kraju, a w 2003 roku zdobył z nim Puchar Seszeli. W 2007 roku grał w nowopowstałym St Louis Suns United FC (w wyniku fuzji St Louis FC i Sunshine SC). W 2008 roku był zawodnikiem Foresters FC, a w latach 2009-2010 ponownie grał w St Louis Suns United, z którym w 2010 sięgnał po krajowy puchar. W 2011 roku był zawodnikiem St. Francis FC, a w 2013 - St. Roch United FC, w którym zakończył karierę.

## Kariera reprezentacyjna
W reprezentacji Seszeli Baldé zadebiutował 11 sierpnia 1996 roku w przegranym 0:1 meczu kwalifikacji do Pucharu Narodów Afryki z Mauritiusem. Od 1996 do 2016 rozegrał w kadrze narodowej 18 meczów i strzelił 6 goli.